# Baleine de Cuvier
Ziphius cavirostris
Espèce
Répartition géographique
Statut de conservation UICN

 LC  : Préoccupation mineure
Statut CITES
La baleine de Cuvier ou baleine à bec de Cuvier ou ziphius de Cuvier, également connue sous le nom de  baleine à bec d'oie (Ziphius cavirostris), est la seule espèce actuelle du genre Ziphius. 
C'est la baleine à bec la plus abondante et la plus largement répandue, probablement plus de 100 000 individus, mais elle reste généralement discrète et a été peu observée.

## Description et habitat

Comparaison de taille entre la baleine à bec de Cuvier et un plongeur.

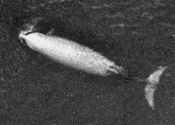
Une baleine de Cuvier.

C'est une espèce au corps fusiforme, à petite tête, qui mesure environ six mètres pour un poids variant de deux à trois tonnes. L'évent est à l'arrière de la tête. Cette petite baleine ne possède que deux dents à l'extrémité de la mâchoire inférieure.
Elle présente tant de variations de couleur et de cicatrices qu'il n'existe pas deux individus semblables. Chez les vieux mâles le dessus est presque blanc devant la nageoire dorsale. Sa livrée est éminemment variable : marron brun clair ou crème à gris-bleu ou noir violacé qui peut paraître rougeâtre au soleil. Sa chair est presque noire, chargée en myoglobine, la protéine qui stocke l'oxygène.  
Absente seulement des eaux polaires, elle est fréquente en mer Méditerranée ou en mer du Japon. Elle est sédentaire dans l'archipel de Hawaï. Elle est rarement observée près du littoral sauf quand les eaux côtières sont profondes. 
C'est le mammifère pouvant plonger le plus profondément et le plus longtemps avec un record observé à 2 992 m de profondeur et 137,5 min d'apnée.
En 2020, ce record est battu avec l'enregistrement d'une plongée en apnée de 3 h 42, soit quasiment cent minutes de plus que le précédent record. Les causes biologiques de cette résistance exceptionnelle à l'apnée restent encore inconnues.

## Biologie
- Taille du mâle : 6 à 7 m, taille de la femelle : 5,10 à 6,60 m, taille à la naissance : 2,20 m et plus.
- Masse : 3 500 kg maximum, masse à la naissance : environ 300 kg
- Régime alimentaire: céphalopodes benthiques, quelques poissons pêchés en profondeur et crustacés.
- Espérance de vie : près de 60 ans
- Habitat : haute mer.
- Aire de répartition : eaux tropicales et tempérées, dont la mer Méditerranée.

Son nom vient du célèbre naturaliste français Georges Cuvier.

## Conservation
Si l'espèce n'est pas considérée comme menacée, la pollution plastique représente un risque de mortalité pour ces baleines qui peuvent confondre les sacs en plastique avec des calmars quand elles pêchent à grande profondeur. Une baleine a dû être abattue en Norvège en 2017 et on a retrouvé quarante sacs en plastique qui obstruaient son estomac. En 2019, c'est une jeune baleine de Cuvier qui est trouvée morte avec quarante kilogrammes de sacs en plastique dans l'estomac.